# Konferencja Episkopatu Holandii

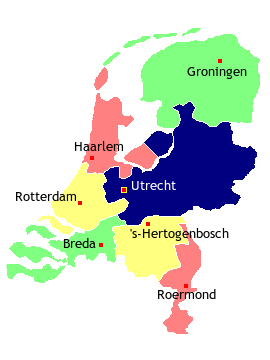
Mapa rzymskokatolickich diecezji w Holandii

Konferencja Episkopatu Holandii (niderl. Nederlandse Bisschoppenconferentie) – konferencja episkopatu zrzeszająca biskupów katolickich z Holandii.

## Prezydium
- Przewodniczący: bp Hans van den Hende
- Wiceprzewodniczący: bp Jan Liesen (od 2016)
- Sekretarz Generalny: Anneke van der Kamp-van Saase  (od 2023)

## Przewodniczący
- Bernardus Johannes Alfrink (1966–1975)
- Johannes Willebrands (1976–1983)
- Adrianus Johannes Simonis (1983–2008)
- Adrianus Herman van Luyn (2008–2011)
- Willem Jacobus Eijk (2011–2016)
- Hans van den Hende (od 2016)

## Członkowie Konferencji Episkopatu
- Willem Jacobus Eijk, kardynał, arcybiskup Utrechtu
- Jan Liesen, biskup Bredy, wiceprzewodniczący
- Ron van den Hout, biskup Roermond
- Jos Punt, emerytowany biskup Haarlem-Amsterdam i emerytowany biskup polowy
- Gerard de Korte, biskup 's-Hertogenbosch
- Frans Wiertz, emerytowany biskup Roermond
- Hans van den Hende, biskup Rotterdamu, przewodniczący
- Jan Hendriks, biskup Haarlem-Amsterdam
- Rob Mutsaerts, biskup pomocniczy 's-Hertogenbosch
- Everard de Jong, biskup pomocniczy Roermond
- Ted Hoogenboom, biskup pomocniczy Utrechtu
- Herman Woorts, biskup pomocniczy Utrechtu
- Jan van Burgsteden, emerytowany biskup pomocniczy Haarlem-Amsterdam